# Probeebei
Probeebei is een geslacht van kreeftachtigen uit de klasse van de Malacostraca (hogere kreeftachtigen).

## Soort
- Probeebei mirabilis Boone, 1926